# Immeuble au 2, rue Tournefort de Nantes
L'immeuble, bâti au XVIIIe siècle, est situé au no 2 de la rue Tournefort et sur le cours Saint-André à Nantes, en France. L'immeuble a été inscrit au titre des monuments historiques en 1954.

## Historique
Le bâtiment est inscrit au titre des monuments historiques par arrêté du 19 mars 1954.